# Bissee (Castries)
Bissee ist ein nördlicher Vorort der Landeshauptstadt Castries im Quarter (Distrikt) Castries im Westen des Inselstaates St. Lucia in der Karibik.

## Geographie
Der Ort liegt östlich des Castries-Gros Islet Highways oberhalb der Choc Bay bei Vide Bouteille. Im Umkreis schließen sich folgende Verwaltungseinheiten an: Summersdale, Sunny Acres (N), Carellie (SO), Active Hill (SW) und Vide Bouteille (W).
Im Ortsgebiet liegt das Hauptquartier der National Emergency Management Organization (NEMO) und des National Skills Development Centre und es gibt die Kirchen Trinity Lutheran Church und Shepherd House International.

## Klima
Nach dem Köppen-Geiger-System zeichnet sich Bissee durch ein tropisches Klima mit der Kurzbezeichnung Af aus.